# Rhantus concolorans
Rhantus concolorans là một loài bọ cánh cứng trong họ Bọ nước. Loài này được Wallengren miêu tả khoa học năm 1881.